# Перо Ивановски
Петър (Перо) Ивановски с псевдоним Тиквар е югославски комунистически партизанин и участник в комунистическата съпротива през Втората световна война. Делегат е на Първото заседание на АСНОМ.

## Биография
Роден е на 28 април 1920 година в град Прилеп. Като млад се включва в революционните вълнения на работниците в кралска Югославия. През 1938 година става секретар на Местния комитет на ЮКП за Прилеп, а през 1940 година и организационен секретар на Покрайненския комитет на ЮКП за Македония. Делегат е на петата конференция на ЮКП през октомври 1940 година. През 1940 година е сменен от Покрайненския комитет от Методи Шаторов, но към края на същата година е включен в работата на Местния комитет на ЮКП за Скопие. През 1941 година, след навлизането на българските власти във Вардарска Македония бащата на Ивановски подкрепя българската идея и се противопоставя на комунистическата дейност на сина си. По този повод Перо Тиквар е известен сред съидейниците си със заканата: „Яс ке го обесам мойот татко.“ Пред август 1941 година Ивановски заедно с Методи Шаторов и Коце Стояновски се противопоставят на Драган Павлович и Лазар Колишевски, които носят писмо от Тито, в което се изисква да се започне въоръжена съпротива срещу българските власти.
През април 1942 година е арестуван от българските власти и осъден на 15 години затвор. През юли 1944 година успява да избяга от затвора и влиза в редиците на 3-та кумановска бригада. От 27 август до 25 септември 1944 е политически комисар на единадесета македонска ударна бригада. След това е политически комисар на 11 бригада в рамките на 48 македонска дивизия. Известно време пише за органа на СНОФ за Македония „Илинденски път“. Командир е на четиридесет и втора македонска дивизия на НОВЮ и на единадесета македонска ударна бригада. След Втората световна война влиза в редовете на югославската тайна полиция ОЗНА. Известно време е директор на ФАС „11 октомври“ и Завод за стомана в Скопие. От 1967 до 1973 година бил председател на Изпълнителния комитет на Комерциална банка. На 10 октомври 2014 година президентът на Република Македония Георге Иванов го награждава с „Орден за заслуги за Македония“.